# Blattloser Steinbrech
Der Blattlose Steinbrech (Saxifraga aphylla) ist eine Pflanzenart aus der Gattung Steinbrech (Saxifraga) in der Familie der Steinbrechgewächse (Saxifragaceae). Sie gedeiht in den Ostalpen hauptsächlich in Kalkgesteingebieten. Sie wird  auch Nacktstängel-Steinbrech, Stängelblattloser Steinbrech oder Schmalkronblättriger Steinbrech genannt.

## Beschreibung

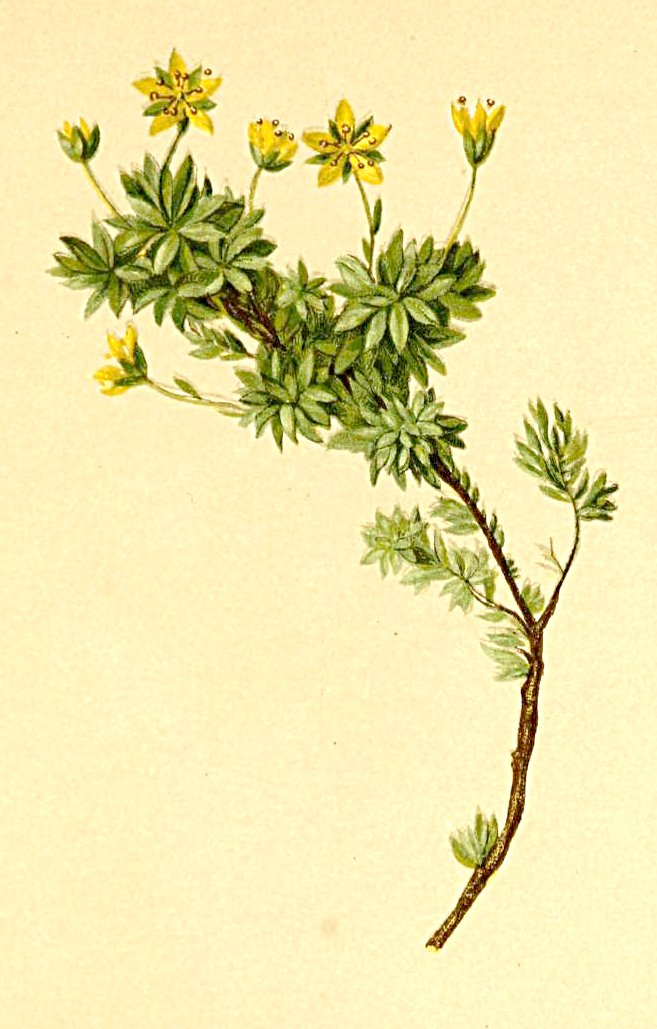
Illustration aus Atlas der Alpenflora

### Vegetative Merkmale
Der Blattlose Steinbrech wächst als immergrüne, ausdauernde krautige Pflanze und erreicht Wuchshöhen von 1 bis 5 Zentimetern. Sie wächst in lockeren Polstern.
Die 1 bis 3, selten bis zu 5 Zentimetern langen, spatelförmigen bis lanzettlichen, locker drüsigen bis kahlen Rosettenblätter besitzen eine keilförmige Basis und am oberen Ende drei oder seltener fünf mit einer Länge von 1,5 bis 3 Millimetern sowie 1 bis 1,5 Millimetern relativ breiten großen, stumpfen Zähne. Stängelblätter sind fast nie vorhanden. Auf den Laubblättern befinden sich Drüsenhaare.

### Generative Merkmale
Die Blütezeit reicht je nach Standort von Juli bis August oder September. Die Blüten stehen meist einzeln am aufrechten, blattlosen, locker drüsigen Blütenstandsschaft. Die zwittrigen Blüten sind radiärsymmetrisch und fünfzählig mit doppelter Blütenhülle. Die Kronblätter sind etwa ein- bis eineinhalbmal so lang und viel schmaler als die Kelchblätter. Die Kelchzipfel sind eiförmig oder dreieckig, 1,5 bis 2 Millimeter lang und stumpf. Die blassgelben Kronblätter sind bei einer Länge von 2 bis 2,5 Millimetern und einer Breite von 0,3 bis 0,5 Millimetern linealisch mit zugespitztem oberen Ende. Die Staubblätter sind etwa so lang wie die Kelchzipfel. Der Fruchtknoten ist unterständig. Die Fruchtkapsel ist rundlich eiförmig, 3 bis 5 Millimeter lang mit sich spreizenden Stylodien. Die Samen sind eiförmig, etwa 1 Millimeter lang und glänzend schwarz.

### Chromosomensatz
Die Chromosomengrundzahl beträgt x = 10; es liegt oft Hexaploidie vor mit einer Chromosomenzahl von 2n = 60.

## Unterschiede zu ähnlichen Arten
Der Blattlose Steinbrech hat Kronblätter, die 2 bis 2,5 Millimeter lang sind, die blassgelb sind und die so lang oder bis 1,3-mal so lang wie die Kelchblätter sind. Beim Steirischen Steinbrech (Saxifraga styriaca Köckinger) sind die Kronblätter blassgrün und 1 bis 1,5 Millimeter lang und damit nur halb bis drei Viertel so lang wie die Kelchblätter. Er wurde 2003 erstbeschrieben und kommt nur in den Niederen Tauern vor. Dort gedeiht er in windexponierten Rasen oder in Schneetälchen auf basenreichem Silikatgestein. Er wird nur etwa 3 Zentimeter hoch.

## Ökologie
Beim Blattlosen Steinbrech handelt es sich um einen Chamaephyten.
Der Blattlose Steinbrech ist ausgeprägt protandrisch und selbstkompatibel. Blütenökologisch handelt es sich um Scheibenblumen mit offenen Nektar bzw. um einen Übergangstyp von Blüten mit freiliegendem Honig zu Ekelblüten. Typische Bestäuber sind Fliegen und Käfer.
Als Diasporen dienen die Samen.

## Vorkommen
Der Blattlose Steinbrech gedeiht in weiten Teilen der Ostalpen von den Nördlichen bis zu Zentralen Ostalpen, hauptsächlich in Kalkgesteingebieten. Es gibt Fundortangaben für Deutschland, Österreich,  Liechtenstein, in der Schweiz und Italien. In Österreich ist Saxifraga aphylla zerstreut in der alpinen Höhenstufe verbreitet, sie fehlt in Wien, Burgenland und Kärnten.
Die Art ist in Deutschland durch die BArtSchV besonders geschützt.
Diese kalkstete Art gedeiht meist in Felsschutt mit langer Schneebedeckung. Sie ist eine Charakterart der Rundtäschelkrautgesellschaft (Thlaspietum rotundifolii) im Verband des Thlaspion rotundifolii und gedeiht auch in feuchten Felsspalten. Sie kommt in Höhenlagen von 1500 bis 3200 Metern vor. In den Allgäuer Alpen steigt sie von Höhenlagen 1650 Metern auf einem Schotterfeld südwestlich der Gehrenspitze (Tannheimer Berge) bis zu 2645 Metern am höchsten Punkt der Mädelegabel auf.
Die ökologischen Zeigerwerte nach Landolt et al. 2010 sind in der Schweiz: Feuchtezahl F = 3 (mäßig feucht), Lichtzahl L = 4 (hell), Reaktionszahl R = 4 (neutral bis basisch), Temperaturzahl T = 4+ (warm-kollin), Nährstoffzahl N = 2 (nährstoffarm), Kontinentalitätszahl K = 4 (subkontinental).

## Taxonomie und Systematik
Die Erstbeschreibung von Saxifraga aphylla wurde 1810 durch Kaspar Maria von Sternberg in Revisio Saxifragarum, Seite 40, Tafel 11 aufgestellt. Ein Synonym für Saxifraga aphylla Sternb. ist Saxifraga stenopetala Gaudin.
Die Art Saxifraga aphylla gehört zur Serie Sedoides aus der Untersektion Holophyllae in der Sektion Saxifraga innerhalb der Untergattung Saxifraga der Gattung Saxifraga.

## Ökologie
Blütenbesucher sind bis in die Nivalstufe Dipteren.